# 半子嚢菌
半子嚢菌綱(Hemiascomycetes)は、子嚢菌門に属し、子実体を作らない特徴でまとめられた群として提唱され、出芽酵母が含まれた。ただし現在では使われていない。以下にあるのは過去の話である。新しい情報については最後を参照のこと。

## 概説
子嚢菌門に含まれる菌類は、接合の後に減数分裂によって内生胞子を形成する。この胞子を含むものを子嚢というが、ほとんどの子嚢菌は子実体を形成してその中にこれを作る。しかし、子実体を作らず露出した子嚢を作るものもあり、これをこの半子嚢菌という。
これに含まれるものはコウボが多く、糸状菌であっても、コウボに近い性質を持つものも多い。酵母の場合、細胞の接合によって複相の細胞が形成され、その内部で減数分裂を生じ、その細胞がそのまま子嚢となる。糸状菌の場合、菌糸の一部で接合が起こり、やはり接合した細胞が子嚢に変わる。また、それ以外の子嚢菌では子嚢には4個か8個の子嚢胞子が1列に並ぶのが普通であるが、その点でも例外が多い。そのような観点から、子嚢菌類中では原始的な群であると考えられていた。現在の体型でも、ここに所属させたものの多くは主要な群から分けられ、やはり原始的なものが含まれていると考えられている。なお、すべてのコウボがこの群に所属する訳ではなく、担子菌系のコウボなどもある。

## 変遷
古典的には以下のような分類が採用された。以下は菌類図鑑によるものである。
- エンドミケス目 Order Endomycetales：糸状菌かコウボで、接合した細胞がそのまま子嚢となる。
  - アスコイデア科 Ascoideaceae：アスコイデア、ディポドアスカス
  - エンドミケス科 Endomycetaceae：Cephaloascus,Endomyces,Eremascus
  - サッカロミケス科 Saccharomycetaceae：出芽酵母、分裂酵母
  - スペルモフトラ科 Spermophthoraceae

- プロトミケス目 Order Protomycetales：植物寄生菌。
  - プロトミケス科 Protomycetaceae

- タフリナ目 Order Taphrinales：植物寄生菌
  - タフリナ科 Taphrinaceae：タフリナ

ここからの変更としては、以下のような例がある。
- 分裂酵母をサッカロミケス科から独立させ、シゾサッカロミケス科とする。
- タフリナ目とシゾサッカロミケス科などを古生子嚢菌綱として独立させる。
- サッカロミケス科をサッカロミケス目とする。
- Eremascusをこの群から外し、それ以外の子嚢菌群に移す。

### 分類群
岩槻・馬渡監修(2005)におけるこの類の分類表の例を挙げる。
半子嚢菌綱 Hemiascomycetes
- サッカロミケス目 Saccharomycetales
  - アスコイデア科 Ascoideaceae：アスコイデア Ascoidea
  - ケファロアスクス科 Cepharoascaceae：Cephaloascus
  - ジポドアスクス科 Dipodasukcaceae：Dipodascus,Galactomyces,Sporopachyderma,Stephanoascus,Wickerhamiella,Yarrowia,Zygoascus
  - エンドミケス科 Endomycetaceae：Endomyces,Helicogonium,Myriogonium,Phialoascus,Trichomonascus
  - エレモテキウム科 Eremotheciaceae：Eremothecium,Coccidiascus
  - リポミケス科 Lipomycetaceae：Babjevia,Dipodascopsis,Lipomyces,Zygozyma
  - メチニコウィア科 Metschnikiwiaceae：Metschnikowia,Clavispora
  - サッカロミケス科 Saccharomycetaceae：Arxiozyma,Citeromyces,Cyniclomyces,Debaryomyces,Dekkera,Issatchenkia,Kluyveromyces,Lodderomyces,Pachysolen,Pichia,出芽酵母 Saccharomyces,Saturnispora,Torulaspora,Williopsis,Zygosaccharomyces
  - サッカロミコデス科 Saccharomycodaceae：Hanseniaspora,Nadsonia,Saccharomycodes,Wickerhamia
  - サッカロミコプシス科 Saccharomycopsidaceae：Ambrosiozyma,Saccharomycopsis
  - カンジダ科 Candidaceae：Aciculoconidium,Arxula,Blastobotrys,Botryozyma,Brettanomyces,カンジダ Candida,ゲオトリクム Geotrichum,Kloeckera,Myxozyma,Schizoblastosporium,Sympodiomyces,Trigonopsis

以上が20世紀末までの話であるが、分子系統の発展によって子嚢菌類の分類体系は大きく変わった。現在では出芽酵母類はサッカロミケス亜門にまとめられ、古生子嚢菌類に移動したものはタフリナ菌亜門などにまとまられている。